# Roztoky u Prahy (nádraží)

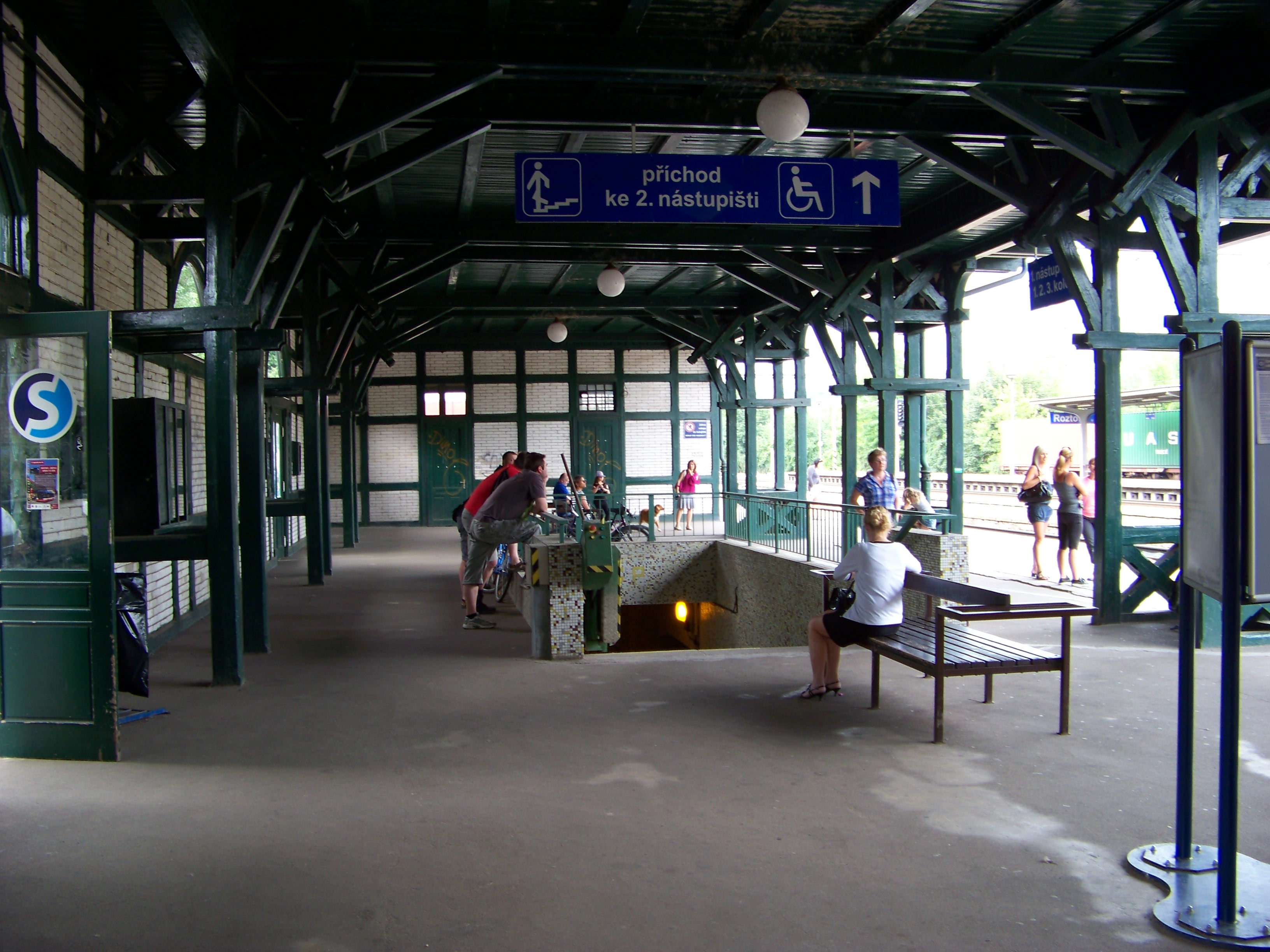
Zastřešené prostory u 1. nástupiště

Roztoky u Prahy jsou železniční stanice v jihovýchodní části města Roztoky v okrese Praha-západ ve Středočeském kraji přímo u břehu řeky Vltavy. Leží na dvoukolejné elektrizované trati Praha–Děčín (3 kV ss). Dále se ve městě nachází železniční zastávka Roztoky-Žalov.

## Historie
Stanice byla vybudována jakožto součást trati společnosti Severní státní dráha (NStB) spojující Prahu a Drážďany, podle univerzalizované podoby stanic celé železniční stavby, autorem byl architekt Antonín Brandner. 1. června 1850 byl s roudnickým nádražím uveden do provozu celý nový úsek trasy z Prahy do Lovosic, odkud roku 1851 mohly vlaky pokračovat do Podmokel (Děčína) a na hranici se Saskem.
Trať i stanici nejprve provozovala společnost Severní státní dráha, roku 1854 byla privatizována a trať převzala Rakouská společnost státní dráhy (StEG). Roku 1909 byla StEG zestátněna a provozovatelem se staly Císařsko-královské státní dráhy (kkStB), po vzniku samostatného Československa přešla stanice pod Československé státní dráhy. V roce 1911 byla dle návrhu karlínského architekta Václava Nekvasila vystavěna nová nádražní budova v secesním slohu.
Elektrický provoz na trati procházející stanicí byl zahájen 1. ledna 1980.
V letech 2021–2022 došlo k celkové rekonstrukci stanice, během které byla úrovňová nástupiště nahrazena jednostrannými s výškou 550 mm nad temenem kolejnice, přístupná z podchodu jak po schodech, tak bezbariérově výtahem.

## Popis
Stanicí prochází První železniční koridor, leží na trase 4. Panevropského železničního koridoru. Nacházejí se zde tři nástupiště – jednostranné vnější u výpravní budovy (délka 202 m), ostrovní jednostranné (délka 185 m) a ostrovní oboustranné (délka obou hran 200 m), které bylo i s podchodem vybudováno v 80. letech 20. století. Ostatní nástupiště byla vybudována až ve 20. letech 21. století v rámci rekonstrukce.